# Oman aux Jeux olympiques d'été de 2000
Oman a envoyé 6 athlètes aux Jeux olympiques de 2000 à Sydney en Australie.

## Résultats

### Athlétisme
200 m Hommes
- Mohamed Al Hooch
- 1er tour : 21 s 19 (48e place au classement final)

Relais 4 × 100 m Hommes
- Mohammed Saïd Al Maskari, Hamoud Al Dalhami, Mohamed Amer Al-Malky et Jihad Al Sheikh
  - 1er tour : 39 s 82 (28e place au classement final)

### Natation
50 m nage libre Hommes
- Khalid Al Koulaks
  - Série Préliminaire - 26.96 s (68e place au classement final)